# Anemurium
Anemurium (łac. Diœcesis Anemuriensis) – stolica historycznej diecezji w Cesarstwie Rzymskim (prowincja Izauria), współcześnie w Turcji (dzisiejszy Anamur). Wzmianki o biskupach pochodzą z V–VII wieku. Od XVIII wieku katolickie biskupstwo tytularne, od 1966 nieobsadzone.

## Biskupi tytularni
| Lp. | Biskup                          | Od                  | Do                |
| --- | ------------------------------- | ------------------- | ----------------- |
| 1   | Christoph Ignaz von Gudenus     | 20 marca 1726       | 11 grudnia 1747   |
| 2   | Nicolò Givovich                 | 5 maja 1749         | 13 listopada 1752 |
| 3   | Ludwig Hatteisen OSB            | 2 października 1758 | 3 kwietnia 1771   |
| 4   | Carlo Santacolomba              | 17 grudnia 1785     | 13 lipca 1801     |
| 5   | Antônio da Arrábida OFMRef.     | 9 kwietnia 1827     | 11 kwietnia 1850  |
| 6   | Henri Joseph Faraud OMI         | 16 maja 1863        | 26 września 1890  |
| 7   | Ricardo Isaza y Goyechea        | 17 lutego 1891      | 19 lipca 1918     |
| 8   | Sofronio Hacbang y Gaborni      | 8 listopada 1918    | 22 lutego 1923    |
| 9   | Luis María Martínez y Rodríguez | 8 czerwca 1923      | 20 lutego 1937    |
| 10  | Otto Raible SAC                 | 18 czerwca 1935     | 18 czerwca 1966   |